# Bohuslän tartomány
Bohuslän Nyugat-Svédország egyik tartománya. Szomszédai Dalsland és Västergötland tartományok. A roskildei béke értelmében ezt a volt norvég tartományt Svédországhoz csatolták.

## Megye
Sok évig Bohuslän Göteborg várossal együtt Göteborg és Bohus megyét alkotta, de 1999-ben Västra Götaland megyébe olvasztották bele.

## Történelem
városok:
- Kungälv (kb. 1100)
- Lysekil (1903)
- Marstrand (kb. 1200)
- Strömstad (1672)
- Uddevalla (1498)

Bohuslän 1658-ban került Svédország birtokába.

## Földrajz
Carlsten várát a  17. században építették. Egy ideig szabad kikitő volt és az egyetlen zsinagóga is itt volt abban az időben.

## Kultúra
A tartományban a götalandi dialektus több formáját is beszélik. Mivel Norvégiához tartozott, a nyelvben norvég maradványok is vannak. Bohuslan szóról szóra azt jelenti, hogy Bohus birtoka.
A tanumi kőbevésések 2500–3000 évesek és az UNESCO világörökségkény tartja nyilván. A képeken a mezőgazdasági élet van ábrázolva hajókkal, állatokkal és emberekkel.

## Címer
Fő szócikk: Bohuslän tartomány címere
Bohuslän a címerét X. Gusztáv Károly temetésekor (1660) kapta a címerét. A címer azonos a Kungälv város címerével. 1962-ben bevezették a megye címerét, amely erre a címerre alapozódik.